# Collegiale kerk Sint-Hildevert
De collegiale kerk Sint-Hildevert in Gournay-en-Bray is een voormalige collegiale kerk, vandaag parochiekerk gelegen in het Franse departement Seine-Maritime en in het aartsbisdom Rouen.
De kerk is beschermd als monument volgens de lijst van 1840.

## Geschiedenis
Reeds in de 10e of 11e eeuw is er een collegiale kerk met als Sint-Stefaan als patroon. Ze werd in de 12e eeuw herbouwd op de voorgaande grondvesten. Het bestond oorspronkelijk uit een schip met zijbeuken bestaande uit zes traveeën, een transept met kranskapellen en een vieringstoren, en een priesterkoor bestaande uit drie traveeën en afgeplatte koorafsluiting. Ze verdween in 1174 tijdens een brand, samen met de rest van de stad Gournay. Enkel de muren van de collegiale bleven over samen met de gewelven van de kapel van Sint Jozef. De gotische bogen die het schip en het transept overdekten, werden samen met het koor herbouwd. De nieuwe collegiale werd op 29 april 1192 ingewijd. De collegiale werd aan sint Hildevert, bisschop van Meaux, toegewijd.
In de 13e eeuw werd de bouw van de westelijke façade hernomen. De laatste travee waarboven zich de twee torens verheffen bleef onafgewerkt. In de 14 eeuw werd de koorafsluiting doorbroken om het grote venster aan te brengen. De vieringtoren verdween in 1617 en werd vervangen door een lantaarntoren die op zijn beurt verdween in 1649. Van 1650 tot 1660 werd aan de twee torens verder gebouwd met de installatie van de klokken, een gebinte en de schaliebedekking.

## Interieur
De collegiale bezit een orgelkast van de 16e en 18e eeuw waarvan de oudste delen dateren van ca. 1538. Het geheel is geklasseerd als monument in 1840.